# Wilson Ruffin Abbott
Pour les articles homonymes, voir Abbott.
Wilson Ruffin Abbott (1801-1876) est un Afro-canadien d'origine américaine et un homme d'affaires prospère et propriétaire foncier à Toronto, en Ontario. Il est le père d'Anderson Ruffin Abbott, le premier médecin africain du Canada.

## Biographie
Né d'un père irlando-écossais et d’une mère noire affranchie, Wilson Ruffin Abbott quitte la maison familiale à l'âge de 15 ans pour travailler comme steward sur un bateau à vapeur du Fleuve Mississippi.
Il épouse Ellen Toyer, et s'installe à Mobile (Alabama) où il ouvre une épicerie générale, mais part en 1834 après avoir été averti que son magasin allait être pillé. À la fin de 1835 ou au début de 1836, il s'installe à Toronto, dans le Haut-Canada, où il prospère en tant qu'homme d'affaires. Il sert dans la milice qui protège Toronto des rebelles lors de la rébellion du Haut-Canada de 1837 et est élu au conseil municipal de Toronto en 1840.
Son fils Anderson Ruffin Abbott devient en 1861 le premier Afro-canadien à pratiquer la médecine.
Wilson Ruffin Abbott meurt à l'âge de 75 ans à Toronto.